# بحيرة هرون
بحيرة هِرون (بالإنجليزية: Lake Huron) كما قد تُكتب بحيرة هورون هي إحدى البحيرات العظمى في أمريكا الشمالية. تحد هذه البحيرة مقاطعة أونتاريو من الشرق والشمال والجنوب وولاية ميشيغان الأمريكية من الغرب والجنوب.

## الجغرافيا
تعد بحيرة هرون بالنظر إلى المساحة السطحية ثاني أكبر بحيرة من البحيرات العظمى حيث تبلغ مساحتها 23,007 ميل مربع (59,590 كيلومتر مربع) منها 9,103 ميل مربع (23,580 كيلومتر مربع) في ميتشيغان، 13,904 ميل مربع (36,010 كيلومتر مربع) في أونتاريو. تعد بحيرة هرون بذلك ثالث أكبر بحيرة مياه عذبة على وجه الأرض (أو رابع أكبر بحيرة، إذا اعتبرنا بحر قزوين بحيرة). تعد بحيرة هرون مع ذلك ثالث أكبر بحيرة من البحيرات العظمى فقط من حيث الحجم، بسبب صغر مساحتها عن بحيرة ميتشيغان وبحيرة سوبيريور. تحتوي البحيرة على 850 ميل مكعب (3500 كيلومتر مكعب) عند قياسها من نقطة مرجعية المياه المنخفضة، بالإضافة إلى طول ساحلي يشمل يبلغ 3827 ميل (6159 كيلومتر) شاملًا الجزر.
يبلغ ارتفاع سطح بحيرة هورون 577 قدمًا (176 مترًا) فوق مستوى سطح البحر. يبلغ متوسط عمق بحيرة هرون 32 قامة و3 أقدام (195 قدمًا أو 59 مترًا)، بينما يبلغ أقصى عمق مسجل بالسونار 125 قامة (750 قدمًا أو 229 مترًا). يبلغ طولها 206 ميلًا بريًا (332 كم أو 179 ميلًا بحريًا)، ويبلغ أقصى عرض لها 183 ميلًا بريًا (295 كم أو 159 ميلًا بحريًا). يشمل اسم خليج جورجيان الخليج الكبير الممتد من شمال شرق بحيرة هرون إلى أونتاريو في كندا. تمثل جزيرة مانيتولين إحدى أبرز سمات بحيرة هرون التي تفصل القناة الشمالية وخليج الجرجان عن المسطح المائي الرئيسي لبحيرة هرون. تعد تلك الجزيرة أكبر جزر البحيرات في العالم. يوجد خليج أصغر مساحةً ويمتد من جنوب غرب بحيرة هورون إلى ميتشيغان ويطلق عليه اسم خليج ساجينو.
تعد مدينة سارنيا وهي أكبر مدينة على بحيرة هرون ومدينة سوجين شورز في كندا، ومدن باي سيتي وبورت هرون وألبينا في الولايات المتحدة ضمن المدن المطلة على بحيرة هورون والتي يزيد عدد سكانها عن 10 آلاف نسمة. تعد أوين ساوند وواسغا بيتش وكولينجوود وميدلاند وبنيتنجويشين وسفيرن وباري ساوند ضمن المراكز الرئيسية المطلة على خليج جورجيان.

### مستوى المياه
ارتفاع غير مسبوق في منسوب المياه: يتغير منسوب بحيرة هرون من شهر لآخر، وسجلت البحيرة أعلى مستوياتها في شهري أكتوبر ونوفمبر. يبلغ ارتفاع منسوب المياه الطبيعي 2.00 قدم (0.61 متر) فوق نقطة المرجعية (577.5 قدمًا أو 176.0 مترًا). سجلت بحيرتا ميتشيغان وهرون في صيف عام 1986 أعلى مستوياتهما عند 5.92 قدمًا (1.80 مترًا) فوق نقطة المرجعية. تم تجاوز الأرقام القياسية لارتفاع منسوب المياه على مدار عدة أشهر متتالية في عام 2020.
انخفاض غير مسبوق في مستويات المياه: يميل مستوى بحيرة هرون لتسجيل أقل المستويات في الشتاء. يبلغ مستوى المياه المنخفضة الطبيعي 1.00 قدم (30 سم) تحت نقطة المرجعية (577.5 قدمًا أو 176.0 مترًا). سجلت بحيرتا ميتشيغان وهورون في شتاء عام 1964 أدنى مستوياتهما عند 1.38 قدمًا (42 سم) تحت نقطة المرجعية. تم تسجيل مستوى المياه المنخفضة كل شهر من فبراير 1964 إلى يناير 1965 كما هو الشأن مع سجلات المياه المرتفعة. تراوحت مستويات المياه خلال هذه الفترة الممتدة لاثني عشر شهرًا من 1.38 إلى 0.71 قدمًا (42-22 سم) تحت نقطة المرجعية. تم تجاوز أدنى مستوى لانخفاض المياه في يناير 2013.

## الجيولوجيا

### حوض بحيرة هرون
تتميز بحيرة هرون بوجود أكبر خط ساحلي بين البحيرات العظمى، ويبلغ عدد جزرها 30 ألف جزيرة. تنفصل بحيرة هرون عن بحيرة ميتشيغان، التي تقع على نفس مستوى مضيق ماكيناك الذي يبلغ عرضه 5 أميال (8.0 كم) وعمقه 20 قامة (120 قدمًا أو 37 مترًا)، مما يجعلهما من الناحية الهيدرولوجية نفس المسطح المائي (يُطلق عليهما أحيانًا بحيرة ميشيغان-هرون أو «نصفان من نفس البحيرة»). تبلغ مساحة بحيرة هرون-ميتشيغان 45,300 ميل مربع (117,000 كم2)، لتكون «أكبر بحيرة للمياه العذبة حول العالم». تمتد بحيرة سوبيريور، التي يبلغ ارتفاعها 21 قدمًا، إلى نهر سانت ماريز الذي يتدفق بعد ذلك إلى بحيرة هرون. تتدفق المياه بعد ذلك جنوبًا إلى نهر سانت كلير، في بورت هرون وميشيغان وسارنيا في أونتاريو. تمتد البحيرات العظمى من تلك النقطة إلى بحيرة سانت كلير؛ ومن نهر ديترويت وديترويت بولاية ميتشيغان؛ إلى بحيرة إيري ومن هناك تمر ببحيرة أونتاريو ونهر سانت لورانس وصولًا إلى المحيط الأطلسي.
تشكلت بحيرة هرون مثل البحيرات العظمى الأخرى، نتيجة ذوبان الجليد مع تراجع الأنهار الجليدية القارية مع نهاية العصر الجليدي الأخير. كانت بحيرة هررون قبل ذلك عبارة عن منخفض يتدفق من خلاله النهري المدفونين حاليًا وهما لورينتيان وهورونيان. كان قاع البحيرة يتقاطع مع شبكة كبيرة من الروافد المؤدية إلى هذه الممرات المائية القديمة، مع وجود العديد من القنوات القديمة التي يمكن رؤيتها بوضوح إلى الآن على خرائط قياس الأعماق.
تُعد سلسلة جبال ألبينا أمبرلي من السلاسل الجبلية القديمة التي تقع تحت سطح بحيرة هرون. تمر السلسلة الجبلية بألبينا وميتشيغان والجنوب الغربي وصولًا إلى بوينت كلارك في أونتاريو.

## أعلام
- جان دو بريبوف